# Фишер, Дерек
Де́рек Лама́р Фи́шер (англ. Derek Lamar Fisher; род. 9 августа 1974 года, Литл-Рок, Арканзас, США) — американский баскетболист и тренер. Был выбран на драфте 1996 года в первом раунде под двадцать четвёртым номером клубом «Лос-Анджелес Лейкерс». Играл на позициях разыгрывающего и атакующего защитников. Пятикратный чемпион НБА (2000—2002, 2009—2010). Первым в истории НБА сыграл 250 матчей в плей-офф. Занимает второе место по матчам в плей-офф (259), уступая только Леброну Джеймсу.

## Профессиональная карьера

### Лос-Анджелес Лейкерс (1996–2004)
В 1996 году Фишер был выбран 24-м номером на драфте командой «Лос-Анджелес Лейкерс». С этой командой он провел свои первые восемь сезонов. «Лос-Анджелес Лейкерс» также обменяли новичка Коби Брайанта на этом драфте, и эти два новичка стали большими друзьями. Коби говорил, что Дерек был его любимым партнером по команде, с которым он когда-либо играл.
Фишер дебютировал в НБА в игре против «Финикс Санз» в начале сезона, набрав 12 очков и пять передач. В течение своего сезона новичка Фишер провел 80 игр, набирая в среднем 3,9 очка, 1,5 передачи и 1,2 подбора. В сезоне 1997–98 Фишер выходил в старте в 36 из 82 игр. Он выходил в старте в 13 играх плей-офф и набирал в среднем 6 очков за игру, когда «Лейкерс» вышли в финал Западной конференции и проиграли «Юте Джаз» в 4 играх. В сокращенном из-за локаута сезоне 1998–99 Фишер сыграл во всех 50 играх и выходил в старте в 21.
Фил Джексон стал главным тренером «Лейкерс» перед сезоном 1999–2000 годов, и с ним пришел опытный разыгрывающий Рон Харпер, который играл в составе «Чикаго Буллз». Фишер усердно работал над своими бросками в межсезонье, чтобы повысить свою ценность для нового тренера. Он выходил в старте в 22 из 78 игр сезона, подстраховывая Харпера и Коби Брайанта при травмах. «Лейкерс» вышли в финал НБА и победили «Индиану Пэйсерс» в 6 матчах и выиграли чемпионат НБА 2000 года, первый для Фишера.
Из-за перелома правой ноги Фишер пропустил первые 62 игры сезона 2000–01. Во время его отсутствия «Лейкерс» выигрывали не так часто, как в предыдущем сезоне, что привело к тому, что партнеры по команде Брайант и Шакил О'Нил возобновили свою вражду. Помощник тренера Билл Бертка, однако, считал, что ключевым фактором неудачи команды была её защита без Фишера.
Фишер вернулся 13 марта 2001 года, улучшив защиту «Лейкерс», и начал последние 20 игр сезона, набирая в среднем 11,5 очков за игру. Фишер  выходил в старте во всех 16 играх плей-офф, набирая в среднем 13,4 очков за игру. В финале «Лейкерс» обыграли «Филадельфию Севенти Сиксерс» в 5 играх, причем в пятой игре Фишер набрал 18 очков, реализовав 6 из 8 трехочковых бросков, что помогло «Лейкерс» завоевать второй титул подряд.
Из-за травм Фишер не мог выйти в старт в 35 из 70 матчей в сезоне 2001–02, но он продолжал набирать в среднем двузначные числа.
К сезону 2002–03 Фишер зарекомендовал себя как основной разыгрывающий «Лейкерс», выходя в старте во всех 82 матчах.
Один из лучших моментов плей-офф Фишера произошел 13 мая 2004 года в пятой игре полуфинала Западной конференции 2004 года между «Лейкерс» и действующим чемпионом «Сан-Антонио Спёрс». Гэри Пэйтон передал мяч Фишеру, которому удалось поймать, повернуться и забросить победный мяч за 0,4 секунды. Бросок был засчитан, и «Лейкерс» выиграли игру со счетом 74–73. «Лейкерс» обыграли «Спёрс» в шестой игре. Они обыграли «Миннесоту Тимбервулвз» и завоевали титул чемпиона Западной конференции, но в финале НБА проиграли «Детройт Пистонс».

### Голден Стэйт Уорриорз (2004–2006)
15 июля 2004 года Фишер подписал шестилетний контракт на 37 миллионов долларов с «Голден Стэйт Уорриорз». Двухсезонный контракт Фишера в «Голден Стэйт» оказался своего рода разочарованием. Несмотря на то, что он был надежным снайпером, Фишер наблюдал ограниченные возможности без таких звездных игроков, как Брайант и О'Нил. Несмотря на это, в сезоне 2005-06 Фишер набирал в среднем 13,3 очков за игру, что стало самым высоким показателем за всю его карьеру.

### Хьюстон Рокетс
15 марта 2012 года Фишер вместе с правом выбора в первом раунде драфта 2012 года был обменян в «Хьюстон Рокетс» на центрового Джордана Хилла. Позднее «Хьюстон Рокетс» выкупили его контракт и Дерек стал свободным агентом, так и не сыграв за «Хьюстон» ни одного матча.
21 марта 2012 года подписал контракт с клубом «Оклахома-Сити Тандер» до конца сезона 2011/12. 30 ноября 2012 года подписал контракт с «Даллас Маверикс». Клубу пришлось отказаться от Троя Мёрфи, чтобы освободить место в составе. Фишер провел 9 матчей за «Даллас», в которых набирал 8,6 очка и отдавал 3,6 голевой передачи, после чего 22 декабря клуб и игрок расстались по обоюдному согласию в связи с травмой. Клуб подписал Криса Дугласа-Робертса.
25 февраля 2013 года Дерек Фишер подписал контракт до конца сезона с «Оклахома-Сити», в составе которого защитник дошёл до финала конференции в 2014 году.

## Статистика

### Статистика в НБА
| Сезон                                                                                    | Команда       | Регулярный сезон | Регулярный сезон | Регулярный сезон | Регулярный сезон | Регулярный сезон | Регулярный сезон | Регулярный сезон | Регулярный сезон | Регулярный сезон | Регулярный сезон | Регулярный сезон | Серия плей-офф | Серия плей-офф | Серия плей-офф | Серия плей-офф | Серия плей-офф | Серия плей-офф | Серия плей-офф | Серия плей-офф | Серия плей-офф | Серия плей-офф | Серия плей-офф |
| Сезон                                                                                    | Команда       | GP               | GS               | MPG              | FG%              | 3P%              | FT%              | RPG              | APG              | SPG              | BPG              | PPG              | GP             | GS             | MPG            | FG%            | 3P%            | FT%            | RPG            | APG            | SPG            | BPG            | PPG            |
| ---------------------------------------------------------------------------------------- | ------------- | ---------------- | ---------------- | ---------------- | ---------------- | ---------------- | ---------------- | ---------------- | ---------------- | ---------------- | ---------------- | ---------------- | -------------- | -------------- | -------------- | -------------- | -------------- | -------------- | -------------- | -------------- | -------------- | -------------- | -------------- |
| 1996/97                                                                                  | Лейкерс       | 80               | 3                | 11,5             | 39,7             | 30,1             | 65,8             | 1,2              | 1,5              | 0,5              | 0,1              | 3,9              | 6              | 0              | 5,7            | 27,3           | 0,0            | 66,7           | 0,5            | 1,0            | 0,2            | 0,0            | 1,3            |
| 1997/98                                                                                  | Лейкерс       | 82               | 36               | 21,5             | 43,4             | 38,3             | 75,7             | 2,4              | 4,1              | 0,9              | 0,1              | 5,8              | 13             | 13             | 21,4           | 39,7           | 30,0           | 62,1           | 1,9            | 3,8            | 1,3            | 0,0            | 6,0            |
| 1998/99                                                                                  | Лейкерс       | 50               | 21               | 22,6             | 37,6             | 39,2             | 75,9             | 1,8              | 3,9              | 1,2              | 0,0              | 5,9              | 8              | 8              | 29,8           | 41,8           | 34,5           | 80,0           | 3,6            | 4,9            | 1,0            | 0,0            | 9,8            |
| 1999/00                                                                                  | Лейкерс       | 78               | 22               | 23,1             | 34,6             | 31,3             | 72,4             | 1,8              | 2,8              | 1,0              | 0,0              | 6,3              | 21             | 0              | 15,3           | 43,0           | 41,4           | 76,0           | 1,0            | 2,0            | 0,5            | 0,0            | 4,7            |
| 2000/01                                                                                  | Лейкерс       | 21               | 20               | 33,8             | 41,2             | 39,7             | 80,6             | 2,8              | 4,1              | 1,9              | 0,1              | 10,9             | 16             | 16             | 36,0           | 48,4           | 51,5           | 76,5           | 3,8            | 3,0            | 1,3            | 0,1            | 13,4           |
| 2001/02                                                                                  | Лейкерс       | 70               | 34               | 28,2             | 41,1             | 41,3             | 84,7             | 2,1              | 2,6              | 0,9              | 0,1              | 11,2             | 19             | 19             | 34,2           | 35,7           | 35,8           | 78,6           | 3,3            | 2,7            | 1,0            | 0,1            | 10,2           |
| 2002/03                                                                                  | Лейкерс       | 82               | 82               | 34,5             | 43,7             | 40,1             | 80,0             | 2,9              | 3,6              | 1,1              | 0,2              | 10,5             | 12             | 12             | 35,3           | 52,0           | 61,7           | 81,8           | 3,0            | 1,8            | 1,5            | 0,1            | 12,8           |
| 2003/04                                                                                  | Лейкерс       | 82               | 3                | 21,6             | 35,2             | 29,1             | 79,7             | 1,9              | 2,3              | 1,3              | 0,0              | 7,1              | 22             | 0              | 23,0           | 40,5           | 41,8           | 65,7           | 2,5            | 2,2            | 0,8            | 0,0            | 7,5            |
| 2004/05                                                                                  | Голден Стэйт  | 74               | 32               | 30,0             | 39,3             | 37,1             | 86,2             | 2,9              | 4,1              | 1,0              | 0,1              | 11,9             | Не участвовал  | Не участвовал  | Не участвовал  | Не участвовал  | Не участвовал  | Не участвовал  | Не участвовал  | Не участвовал  | Не участвовал  | Не участвовал  | Не участвовал  |
| 2005/06                                                                                  | Голден Стэйт  | 82               | 36               | 31,6             | 41,0             | 39,7             | 83,3             | 2,6              | 4,3              | 1,5              | 0,1              | 13,3             | Не участвовал  | Не участвовал  | Не участвовал  | Не участвовал  | Не участвовал  | Не участвовал  | Не участвовал  | Не участвовал  | Не участвовал  | Не участвовал  | Не участвовал  |
| 2006/07                                                                                  | Юта           | 82               | 61               | 27,9             | 38,2             | 30,8             | 85,3             | 1,8              | 3,3              | 1,0              | 0,1              | 10,1             | 16             | 14             | 27,8           | 40,5           | 37,5           | 93,3           | 1,6            | 2,6            | 1,0            | 0,1            | 9,5            |
| 2007/08                                                                                  | Лейкерс       | 82               | 82               | 27,4             | 43,6             | 40,6             | 88,3             | 2,1              | 2,9              | 1,0              | 0,0              | 11,7             | 21             | 21             | 31,6           | 45,2           | 44,0           | 83,6           | 2,2            | 2,5            | 2,0            | 0,1            | 10,2           |
| 2008/09                                                                                  | Лейкерс       | 82               | 82               | 29,8             | 42,4             | 39,7             | 84,6             | 2,3              | 3,2              | 1,2              | 0,1              | 9,9              | 22             | 22             | 28,9           | 39,4           | 28,4           | 86,1           | 2,0            | 2,2            | 1,0            | 0,0            | 8,0            |
| 2009/10                                                                                  | Лейкерс       | 82               | 82               | 27,2             | 38,0             | 34,8             | 85,6             | 2,1              | 2,5              | 1,1              | 0,1              | 7,5              | 23             | 23             | 32,8           | 44,8           | 36,0           | 82,1           | 2,5            | 2,8            | 1,2            | 0,0            | 10,3           |
| 2010/11                                                                                  | Лейкерс       | 82               | 82               | 28,0             | 38,9             | 39,6             | 80,6             | 1,9              | 2,7              | 1,2              | 0,1              | 6,8              | 10             | 10             | 32,6           | 43,3           | 41,2           | 81,0           | 2,7            | 3,6            | 1,4            | 0,2            | 8,2            |
| 2011/12                                                                                  | Лейкерс       | 43               | 43               | 25,6             | 38,3             | 32,4             | 83,0             | 2,1              | 3,3              | 0,9              | 0,1              | 5,9              | Не участвовал  | Не участвовал  | Не участвовал  | Не участвовал  | Не участвовал  | Не участвовал  | Не участвовал  | Не участвовал  | Не участвовал  | Не участвовал  | Не участвовал  |
| 2011/12                                                                                  | Оклахома-Сити | 20               | 0                | 20,3             | 34,3             | 31,4             | 92,9             | 1,5              | 1,4              | 0,6              | 0,1              | 4,9              | 20             | 0              | 22,3           | 41,5           | 37,5           | 100,0          | 1,6            | 1,3            | 0,9            | 0,1            | 6,3            |
| 2012/13                                                                                  | Даллас        | 9                | 9                | 25,4             | 35,4             | 43,5             | 91,3             | 1,7              | 3,4              | 0,6              | 0,2              | 8,6              | Не участвовал  | Не участвовал  | Не участвовал  | Не участвовал  | Не участвовал  | Не участвовал  | Не участвовал  | Не участвовал  | Не участвовал  | Не участвовал  | Не участвовал  |
| 2012/13                                                                                  | Оклахома-Сити | 24               | 0                | 14,4             | 33,3             | 35,1             | 93,3             | 0,9              | 0,7              | 0,6              | 0,0              | 4,1              | 11             | 0              | 23,7           | 45,7           | 47,1           | 66,7           | 1,5            | 0,7            | 0,6            | 0,1            | 8,7            |
| 2013/14                                                                                  | Оклахома-Сити | 81               | 0                | 17,6             | 39,1             | 38,4             | 77,5             | 1,5              | 1,4              | 0,9              | 0,0              | 5,2              | 19             | 0              | 15,7           | 31,5           | 29,3           | 100,0          | 1,7            | 0,8            | 0,7            | 0,0            | 3,8            |
|                                                                                          | Всего         | 1288             | 730              | 25,4             | 39,9             | 37,4             | 81,7             | 2,1              | 3,0              | 1,0              | 0,1              | 8,3              | 259            | 158            | 26,5           | 42,2           | 39,9           | 80,5           | 2,2            | 2,3            | 1,1            | 0,1            | 8,3            |
| Наведите курсор мыши на аббревиатуры в заголовке таблицы, чтобы прочесть их расшифровку. |               |                  |                  |                  |                  |                  |                  |                  |                  |                  |                  |                  |                |                |                |                |                |                |                |                |                |                |                |